# Sierra Nevada Brewing Company

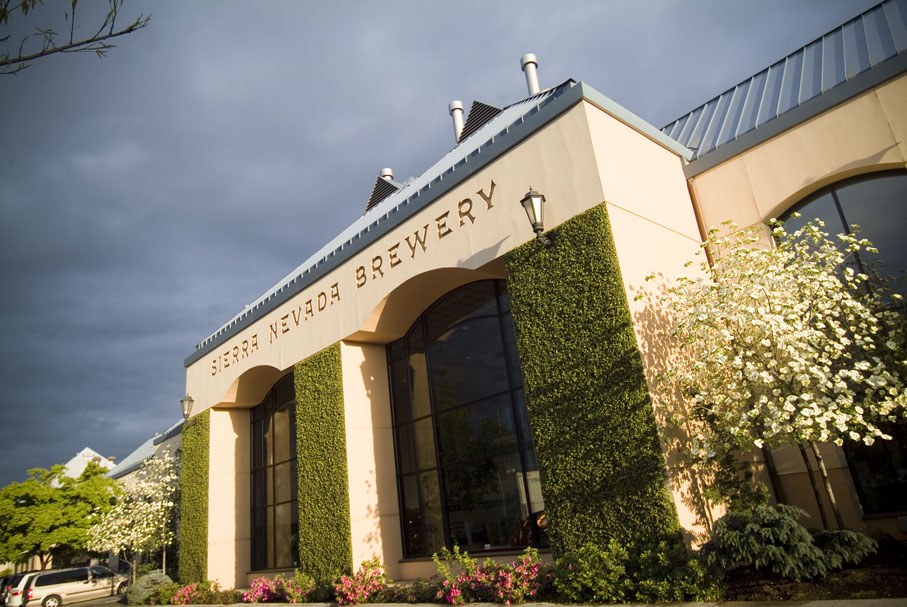
La Cervecería Sierra Nevada en Chico, California.

La Sierra Nevada Brewing Company es una cervecería estadounidense fundada en 1979 por Ken Grossman y Paul Camusi. Ubicada en Chico, California, Sierra Nevada vendió su primera cerveza en febrero de 1981. Actualmente, es una de las cervecerías más populares que operan en los EE. UU. Su Pale Ale se distribuye a lo largo del mundo, y la cervecería produce casi 700.000 barriles de cerveza cada año. Después de trasladar la cervecería a su actual ubicación, Ken añadió el "Sierra Nevada Taproom and Restaurant" en 1989, que sirve tanto almuerzos como cenas. Recientemente, se lanzó "The Big Room", sitio de música en vivo junto a la cervecería que ha presentado, entre otras, a diversas bandas de country, folk, rock y blues. Desde el 2007, la cervecería ha empezado a usar pilas de combustible como su principal fuente de energía.
Al igual que muchas de las cervecerías californianas, las cervezas de Sierra Nevada Brewing Company se caracterizan por una gran cantidad de lúpulos, utilizando, especialmente, los llamados "C-hops" (lúpulos cuyos nombres son encabezados por la letra 'C' y suelen saber a cítrico).

## Cervezas principales
Algunas de las cervezas más destacadas incluyen:
- Sierra Nevada Bigfoot (una Barley Wine)
- Sierra Nevada Celebration Ale (una India Pale Ale)
- Sierra Nevada Pale Ale
- Sierra Nevada Porter